# Beriz Belkić
Beriz Belkić (ur. 8 września 1946 w Sarajewie, zm. 16 sierpnia 2023 tamże) – polityk Bośni i Hercegowiny narodowości boszniackiej, z wykształcenia ekonomista. W okresie od 30 marca 2001 roku do 5 października 2002 roku był członkiem Prezydium Bośni i Hercegowiny reprezentującym Bośniaków.
Ukończył ekonomię na Uniwersytecie w Sarajewie, pracował następnie w administracji na różnych szczeblach lokalnych i krajowych. Wybrany do parlamentu Bośni i Hercegowiny. 30 marca 2001 wybrany jako bośniacki reprezentant do Prezydium Bośni i Hercegowiny w miejsce odwołanego Halida Genjaca. Pozostał w tym organie do końca kadencji, od lutego do października 2002 będąc jej przewodniczącym. Pełnił funkcję przewodniczącego parlamentu od 11 stycznia do 11 września 2007. Współzałożyciel Partii dla Bośni i Hercegowiny.